# Queenadreena
I Queenadreena (o Queen Adreena) sono stati un gruppo musicale britannico attivo dal 1998 al 2009.

## Storia del gruppo
Il gruppo si è formato a Londra nel 1998, quando il chitarrista Crispin Gray ha incontrato la cantante KatieJane Garside, con cui aveva già collaborato all'interno del gruppo Daisy Chainsaw tra la fine degli anni '80 e i primi anni '90.
Al gruppo si unirono il batterista Billy Freedom ed il bassista Orson Wajih. Il singolo d'esordio è stato X-ing Off the Days/Heavenly Surrender, pubblicato nell'ottobre 1999. Il primo album in studio del gruppo, dal titolo Taxidermy, è stato pubblicato nell'aprile 2000.
Nel 2002 Freedom è stato sostituito da Pete Howard, ex batterista dei  The Clash. Per la pubblicazione del secondo album Drink Me, uscito nel giugno 2002, il gruppo firma un contratto con la Rough Trade Records. In seguito Wajih lascia il gruppo.
Nel 2004 il gruppo firma con One Little Indian Records, che gli pubblica il terzo album The Butcher and the Butterfly, uscito nel maggio 2005. Questo disco viene seguito dall'album dal vivo Live at the ICA, registrato a Londra nel marzo 2005 e pubblicato nel settembre seguente.
Nel marzo 2008 il gruppo pubblica in maniera indipendente l'album Ride a Cock Horse, album di demo datate 1999. Nomi Leonard diventa bassista del gruppo dal 2006 al 2009.
L'8 ottobre 2008 il gruppo pubblica il quarto album Djin per Imperial Records in Giappone. Poco dopo, nel 2009, il gruppo si è sciolto.

## Membri
- KatieJane Garside - voce (1998–2009)
- Crispin Gray - chitarra, cori (1998–2009)
- Pete Howard - batteria (2002–2008)
- Nomi Leonard - basso (2006–2009)
- Orson Wajih – basso (1999–2002)
- Billy Freedom – batteria (1999–2002)
- Melanie Garside – basso (2003–2005)
- Paul Jackson – basso (2005–2006)
- Michael Vakalis – basso (2003)
- Bambi – batteria (2008–2009)
- Janne Jarvis – basso (2002)
- Richard Adams – basso (2002–2003)
- Dom Bouffard – basso (2003)

## Discografia

### Album in studio
- 2000 - Taxidermy
- 2002 - Drink Me
- 2005 - The Butcher and the Butterfly
- 2008 - Djin

### Raccolte
- 2007 - Ride a Cock Horse (demo)

### Album dal vivo
- 2005 - Live at the ICA